# Natá de los Caballeros
Natá è un comune (corregimiento) della Repubblica di Panama situato nel distretto di Natá, provincia di Coclé, di cui è capoluogo. Si estende su una superficie di 174,7 km² e conta una popolazione di 6.003 abitanti (censimento 2010).